# Juan de Torquemada (missionnaire)
 (décembre 2018).
Si vous disposez d'ouvrages ou d'articles de référence ou si vous connaissez des sites web de qualité traitant du thème abordé ici, merci de compléter l'article en donnant les références utiles à sa vérifiabilité et en les liant à la section « Notes et références ».
Pour l’article homonyme, voir Juan de Torquemada.
Frère Juan de Torquemada (vers 1557 à Torquemada - 1624 à Mexico en Nouvelle-Espagne) est un ecclésiastique franciscain et historien espagnol.

## Biographie
Membre de l'ordre des Franciscains, Torquemada se rend au Mexique où il devient l'élève de Gerónimo de Mendieta. Il occupe le poste de guardián en 1600 et plus tard, de recteur de l'église de Santiago Tlatelolco. En 1615 son livre Monarquia Indiana parait à Séville. L'oeuvre sur l'Histoire des Aztèques sous la domination espagnole, est essentiellement une traduction de Historia eclesiastica indiana de Mendieta. Toutefois, il critique vivement le programme de colonisation que l'administration espagnole impose aux communautés indiennes .